# Passagem Franca (kommun)
Passagem Franca är en kommun i Brasilien.   Den ligger i delstaten Maranhão, i den östra delen av landet, 1 200 km norr om huvudstaden Brasília. Antalet invånare är 17 576.
Följande samhällen finns i Passagem Franca:
- Passagem Franca

Omgivningarna runt Passagem Franca är huvudsakligen savann. Runt Passagem Franca är det glesbefolkat, med 10 invånare per kvadratkilometer.